# Il codice da Vinci (videogioco)
Il codice da Vinci (The Da Vinci Code) è un videogioco del 2006 sviluppato da The Collective, Inc. per PlayStation 2, Xbox e Microsoft Windows, basato sull'omonimo romanzo di Dan Brown.
Pur essendo finanziato in parte anche dalla casa di produzione dell'omonimo film, ossia la Columbia Pictures, e malgrado nei ringraziamenti si citi Ron Howard, regista del film, il videogioco non è associato ad esso, dato che i personaggi non presentano alcuna somiglianza fisica con le loro controparti cinematografiche e non sono quasi mai rispettate ambientazioni, scene e sequenze narrative della pellicola.

## Trama
Durante una conferenza a Parigi sulla simbologia religiosa nella storia, Robert Langdon, studioso e professore di Simbologia religiosa e Teologia dell'Università di Harvard, viene prelevato e scortato dalla Polizia giudiziaria francese al Museo del Louvre, a causa dell'omicidio di Jacques Saunière, il curatore del museo. Langdon è infatti l'ultima persona ad aver avuto contatti con l'anziano curatore poche ore prima che questi venisse assassinato.
Al suo arrivo, il capitano della Polizia, Bezu Fache, spiega a Langdon che vorrebbe una sua consulenza sulla scena del crimine, e che potrebbe essere molto utile alle indagini per via dei suoi contatti con la vittima poco prima del crimine. In realtà Fache crede che Langdon sia colpevole dell'omicidio, in quanto Saunière aveva scritto sul pavimento con il sangue un messaggio apparentemente senza senso, chiedendo inoltre di trovare Robert Langdon. Tuttavia, prima che il professore arrivasse al museo, Fache aveva cancellato la riga di testo in cui si faceva il nome di Langdon, lasciandone quindi lo studioso all'oscuro.
Mentre Robert analizza la scena del crimine, giunge sul posto Sophie Neveu, agente del Dipartimento di Criptologia di Parigi, nonché nipote di Saunière. La donna consegna un cellulare al professore dicendogli che l'Ambasciata americana ha un messaggio urgente per lui, mentre lei spiega a Fache alcune cose sul messaggio lasciato da Saunière. Al telefono, Robert, credendo di aver chiamato l'Ambasciata americana, scopre in realtà che il numero di telefono che Sophie gli ha dato è quello dell'abitazione della donna stessa; parte così un messaggio della segreteria telefonica con cui Sophie informa il professore sulle intenzioni di Fache e sul fatto che la Polizia crede che lui sia l'assassino, per via del suo nome scritto dal curatore morente.
Con una scusa, Robert chiede a Fache di poter andare qualche minuto alla toilette, dove si incontra in segreto con Sophie, come da istruzioni ricevute al telefono. Qui Sophie spiega a Robert che dietro l'omicidio di suo nonno c'è molto più di quanto non sembri, dato che Saunière faceva parte di un'oscura setta segreta chiamata Priorato di Sion, e che il messaggio lasciato sul pavimento è un anagramma. Robert, trascinato suo malgrado in questa situazione, decide di aiutare Sophie a risolvere l'engima e scoprire chi ha assassinato il curatore. Getta così il GPS che i poliziotti gli avevano messo nella tasca della giacca giù da una finestra su un'auto di passaggio, depistando così gli agenti e portandoli a lasciare il museo per inseguirlo.
Sophie e Robert risolvono gli enigmi di Saunière, che li portano dalla Monna Lisa alla Vergine delle rocce, da Caravaggio alla Nike di Samotracia, scoprendo in un cassetto segreto una chiave che è riconducibile alla casa in Normandia di Saunière. Sophie decide quindi di dirigersi lì per trovare altri indizi, mentre Robert va alla chiesa di Saint-Sulpice per aiutare sorella Sandrine, una suora che aveva telefonato a Saunière per avvertirlo di un monaco della Manus Dei che stava uccidendo pian piano tutti i membri del Priorato per trovare la misteriosa "chiave di volta", e che ora stava andando lì a Saint-Sulpice.
Giunta a casa del nonno, Sophie, dopo varie peripezie allo scopo di superare trabocchetti e risolvere rompicapi, riesce a trovare un pendente con inciso sopra un codice bancario e un indirizzo: "Haxo 24". Robert, nel frattempo, non riesce a salvare sorella Sandrine, che viene uccisa da Silas, questo il nome del monaco, ma trova, in una botola segreta nella chiesa, un elenco dei quattro capi del Priorato, fra i quali c'è il nome di Saunière, che si rivela essere il Gran Maestro.
Riunitisi, Sophie e Robert si dirigono all'indirizzo scritto sul pendente, al quale si trova una banca, filiale di una famosa agenzia bancaria di Zurigo. Una volta lì, i due scoprono dal direttore Andrè Vernet che al pendente è associato un conto bancario. Inserito il pendente in un terminale, e immessa la password, entrano in possesso di una scatola, nella quale è contenuto un cofanetto di palissandro. Dentro trovano un cryptex, un meccanismo complesso che nasconde al suo interno un papiro con informazioni segrete. Risolvendolo, Robert capisce che tutti i suoi iniziali sospetti su Saunière erano fondati: il curatore del Louvre era a capo del Priorato di Sion, e questa setta aveva il compito di proteggere e tenere celato il calice, il Santo Graal. Braccati ancora dalla polizia, Sophie e Robert scappano dalla banca con l'aiuto di Vernet, e si dirigono a Chateau Villette, dimora di Sir Leigh Teabing, uno dei più importanti studiosi dei miti del Graal e vecchio amico di Robert.
A Chateau Villette, Teabing spiega che il Graal non è quello che tutti pensano essere, cioè una coppa, bensì è una donna, discendente diretta di Gesù Cristo, che, al contrario di quanto sostiene la Chiesa, si sposò con Maria Maddalena ed ebbe figli e discendenza. La confusione creatasi nei secoli su cosa sia il Graal sarebbe dovuto al fatto che il calice, o la coppa, sia un antico simbolo che sta ad indicare la "femmina", in quanto il ventre femminile, a forma di V, ricorda, per la forma, proprio un calice, un bicchiere, una coppa. A supportare questa tesi ci sarebbero molti indizi disseminati ne l'Ultima cena di Leonardo da Vinci. Nel frattempo nella villa si introduce Silas, il monaco della Manus Dei, che aggredisce Sophie, Robert, Teabing e Remy, il maggiordomo. Il gruppo riesce tuttavia a metterlo fuori combattimento e a fuggire dalla polizia giunta sul posto, partendo con l'aereo privato di Teabing alla volta di Londra, dove puntano gli indizi trovati all'interno del cryptex. L'indovinello sul papiro, infatti, sembra fare riferimento a Temple Church.
Una volta sul posto, Robert, Sophie e Teabing vengono minacciati da Remy, il quale dava ordini anche a Silas, ecco perché il monaco era riuscito a introdursi nella villa. Mentre Remy prende in ostaggio Teabing, Robert e Sophie scappano, inseguiti dal monaco assassino. Quasi per miracolo, i due riescono a scappare.
Sempre seguendo la scia di indizi, Sophie e Robert arrivano all'abbazia di Westminster, dove scoprono che la soluzione definitiva all'ultimo cryptex è nascosta sulla tomba di Isaac Newton. Mentre stanno per risolvere il mistero, appare Teabing armato che minaccia i due protagonisti. Il vecchio studioso del Graal, infatti, spiega che lui voleva diffondere in tutto il mondo la verità sul Graal, ossia che esso è una donna ed è una persona fra noi, ultima discendente del sangue di Cristo (Santo Graal deriva da San Greal che a sua volta viene da Sang Real, "sangue reale"). Per fare questo, l'uomo aveva contattato le più alte cariche della Manus Dei spacciandosi per un importante pezzo grosso della Chiesa, convincendo i suoi membri più importanti (fra cui Silas e lo stesso Bezu Fache) a lavorare per lui, perché questa era la volontà di Dio. Il Signore, infatti, non avrebbe voluto che la Chiesa mentisse per millenni sulla vera identità di Cristo e del Graal. Era Teabing, quindi, il mandante dell'omicidio di Saunière e degli altri capi del Priorato di Sion (avvenuti tutti per mano di Silas), per cercare di estorcere loro la verità sul Graal, che loro conoscevano e proteggevano. Mentre Teabing tiene sotto tiro Sophie, Robert risolve il cryptex e scopre dov'è nascosto il Graal, ma non lo dice a Teabing, e fingendo di non aver risolto l'enigma, lancia in aria il cryptex. Teabing si getta per cercare di prenderlo al volo, ma invano. Il cryptex cade a terra e si frantuma. Nel frattempo arriva la polizia, che lo arresta, mentre Robert e Sophie sono liberi di andare, in quanto Fache ha capito di essere stato ingannato da Teabing. Silas viene ucciso dagli agenti di polizia in una sparatoria.
La soluzione del cryptex porta i due protagonisti alla Cappella di Rosslyn, dove scoprono che un tempo era custodito il Graal, ovvero il sarcofago di Maria Maddalena, moglie di Cristo. Tramite degli alberi genealogici antichi, riescono anche a capire chi oggi è l'ultima discendente di Cristo e Maria Maddalena: la stessa Sophie Neveu. Saunière l'aveva infatti cresciuta dopo che i suoi genitori erano morti in un incidente d'auto e l'aveva protetta, addestrandola a sua insaputa tramite giochetti e rompicapi per assumere un giorno il ruolo di Gran Maestro del Priorato di Sion. Inoltre Sophie rincontra sua nonna e i suoi familiari più stretti dopo molti anni che non li vedeva, e che sapevano chi lei fosse, ma non le avevano detto nulla per proteggerla.
Salutata Sophie, Robert torna a Parigi, dove capisce in quale luogo è stata spostata Maria Maddalena. Ella si trova in una stanza segreta sotto il Louvre, dove è stata protetta per tutti quegli anni dal curatore Saunière e dal Priorato stesso.

## Modalità di gioco
Il codice da Vinci è un videogioco d'azione in terza persona con elementi di avventura e rompicapo. La storia del videogioco è ispirata a quella del libro, più che al film, oltre a contenere elementi che non appartengono a nessuna delle due opere. Il gioco si compone di nove livelli principali, più due bonus che non contengono altro che extra e curiosità sulla creazione del gioco.
Il giocatore veste i panni di Robert Langdon in alcuni livelli e di Sophie Neveu in altri. Il videogioco è basato perlopiù sull'esplorazione degli ambienti e sulla risoluzione di enigmi quali anagrammi, codici a sostituzione e cryptex.
Sporadicamente si dovranno affrontare dei nemici in combattimenti corpo a corpo. Una volta entrati in contatto con un nemico, si dovrà premere una sequenza di tasti senza sbagliare. Se lo si fa correttamente, si colpirà duramente il nemico e gli si sottrarrà vita, mentre se si commette un errore, sarà il nemico ad attaccarci e bisognerà difendersi premendo il tasto giusto al momento giusto. Lo scontro avviene solitamente a mani nude, ma occasionalmente è possibile usare armi di fortuna come pale, bastoni, spranghe e candelabri. La maggior parte delle volte è comunque possibile eliminare i nemici furtivamente, cogliendoli di sorpresa alle spalle.
Alcune volte sarà necessario combinare due o più oggetti tra di loro tramite l'utilizzo dell'apposito comando nell'inventario. È presente un database che fornisce informazioni storiche e biografiche su persone, luoghi, opere d'arte e segreti incontrati durante il corso dell'avventura.
È presente una modalità di analisi delle ambientazioni di gioco in prima persona, dove bisognerà spostare la visuale su oggetti salienti per trovarli, esaminarli e raccoglierli. Negli ultimi livelli è presente una componente GDR che permette di scegliere fra più frasi e risposte quale pronunciare.
La visuale di gioco presenta le bande nere tipiche dei film trasmessi in televisione o proiettati al cinema, questo per rendere ancora di più la componente spettacolare pseudo-cinematografica del gioco.
I livelli sono rigiocabili tramite un menù di selezione apposito.

## Livelli di gioco
- I. Museo del Louvre (con Robert Langdon e Sophie Neveu)
- II. Saint-Sulpice (con Robert Langdon)
- III. Casa in Normandia (con Sophie Neveu)
- IV. Banca di Zurigo (con Robert Langdon e Sophie Neveu)
- V. Chateau Villette (con Sophie Neveu)
- VI. Biggin Hill (con Robert Langdon)
- VII. Temple Church (con Robert Langdon e Sophie Neveu)
- VIII. Abbazia di Westminster (con Robert Langdon)
- IX. Cappella di Rosslyn (con Sophie Neveu)
- X. Ritorno al Louvre (con Robert Langdon) - Livello Bonus
- XI. Ritorno a Rosslyn  (con Robert Langdon) - Livello Bonus

## Produzione
Il videogioco è stato pubblicato il 19 maggio 2006 in Nord America, in contemporanea con l'uscita al cinema del film. Per l'uscita in Europa si è dovuto attendere ben un anno, essendo disponibile a partire dal 16 maggio 2007.
Gli sviluppatori si sono avvalsi della collaborazione, per la storia e il design, di Charles Cecil, game designer britannico fondatore di Revolution Software.
Il gioco è stato interamente doppiato in italiano.
Una anteprima del gioco è stata presentata all'E3 a Los Angeles il 10 maggio 2006.
Nella produzione del gioco non sono stati coinvolti gli attori che hanno preso parte al film.

## Differenze del gioco con il film e il romanzo
- Nel film e nel romanzo non appare l'ambientazione della casa in Normandia di Saunière.
- Nel film e nel romanzo Sophie e Robert non si dividono mai, e quest'ultimo non si reca a Saint-Sulpice, bensì i due vanno direttamente alla banca, avendo trovato il pendente subito al Louvre.
- Nel film e nel romanzo, a Chateau Villette, Teabing non mette alla prova Sophie con degli enigmi sul ciclo arturiano come avviene nel gioco.
- Nel film e nel romanzo, a Chateau Villette, Silas non viene messo fuori combattimento con la balista di Leonardo, ma durante una colluttazione.
- Nel film e nel romanzo, Sophie e Robert, una volta all'aeroporto di Biggin Hill, scendono immediatamente dall'aereo e si nascondono subito nella limousine di Teabing per sfuggire alla polizia, mentre nel gioco si rifugiano nelle fogne dell'aeroporto che si scoprono essere collegate a un bunker della Seconda Guerra Mondiale.
- Nel film, a Temple Church, è Remy a inseguire Sophie e Robert quando scappano, mentre Silas prende in ostaggio Teabing, nel gioco le parti si invertono e il monaco insegue i due protagonisti.
- Nel film il cognome di Remy è Jean, mentre nel gioco e nel romanzo è Legaludec.
- Nel film appare un solo cryptex, nel romanzo due e nel gioco ce ne sono da risolvere quattro.
- Nel film e nel romanzo, l'Opus Dei è chiamata col suo giusto nome, nel gioco è definita "Manus Dei".
- Nel film e nel romanzo, il vescovo Aringarosa è un personaggio attivo e quasi centrale, nel gioco non appare e non viene mai nemmeno menzionato.

## Critica e accoglienza
Il gioco ha ricevuto critiche perlopiù negative, raggiungendo nella maggior parte dei casi a malapena la sufficienza.
- Spaziogames assegna al gioco un voto pari a 6/10 (contro il 5.4 dei lettori), elogiando gli enigmi vari e ben fatti, la longevità che si attesta sulle 10-15 ore e la fedeltà al romanzo originale, ma stroncando la grafica, il doppiaggio e i modelli poligonali elementari.
- Everyeye chiude la recensione con un 4, giudicando molto negativamente l'intelligenza artificiale dei nemici, la ripetitività e una scarsissima differenziazione dei protagonisti. Nota positiva il lato documentariale, essendo il titolo ricco di accurate nozioni storico-religiose sui luoghi e le personalità che si incontrano nel prosieguo del gioco.
- Gamestorm si pronuncia per un 6 (contro il 5.6 dei lettori) , con presenza di commenti in cui si sottolinea l'eccessiva difficoltà dell'esperienza ludica.

Dalla data della sua pubblicazione, Il codice da Vinci ha venduto 200 000 copie, fra PlayStation 2, Xbox e Windows.